# 조지안 (1993년)
조지안(본명: 조병연, 1993년 10월 25일 ~ )은 대한민국의 배우이다.

## 학력
- 2013년 ~ 2015년 계원예술대학교 전문학사

## 출연

### 방송

#### 드라마
- 2019년 넷플릭스 《좋아하면 울리는》 (웹 드라마) - 배지클럽 회원 역
- 2019년 네이버 TV 《라이크》 (웹 드라마) - 조지후 역
- 2021년 OCN / TvN 《다크홀》 - 조현호 역
- 2021년 SBS 《홍천기》
- 2022년 넷플릭스 《지금 우리 학교는》 (웹 드라마) - 장도민 역
- 2023년 SBS 《모범택시 2》 - 이동재 역
- 2023년 넷플릭스 《택배기사》 (웹 드라마)
- 2024년 디즈니+ 《킬러들의 쇼핑몰》 - 준면 역 (특별출연)

### 영화
- 2023년 《킬링 로맨스》 - 재수학원 학생 1 역
- 2024년 <지금이대로가 조아> - 대로 역

### 뮤직비디오
- 2021년 스탠딩 에그 - 〈그대 돌아오면〉